# Cytisus lasiosemius
Cytisus lasiosemius är en ärtväxtart som beskrevs av Pierre Edmond Boissier. Cytisus lasiosemius ingår i släktet kvastginster, och familjen ärtväxter. Inga underarter finns listade i Catalogue of Life.